# ناحية القدموس
ناحية القدموس إحدى نواحي سوريا تتبع إداريّاً لمحافظة طرطوس منطقة بانياس ومركزها بلدة القدموس، بلغ تعداد سكان الناحية 22,370 نسمة حسب التعداد السكاني لعام 2004.

## بلدات وقرى ناحية القدموس
الدي العامودية، باب النور، بسقاية، الدويلية، عين قضيب، العلية، فنيتق، الحاطرية، الحطانية، جماسة قبلية، جارة الوادي، جوفين، كاف الجاع، كرم التين، خربة عامودي، المنصورة، المقرمدة، القدموس، القديمسة، السعدانة، السلورية، السعنونية، الشعرة، السميحيقة، التناخة، وادي السقي.